# Lithocarpus xizangensis
Lithocarpus xizangensis är en bokväxtart som beskrevs av Cheng Chiu Huang och Yong Tian Chang. Lithocarpus xizangensis ingår i släktet Lithocarpus och familjen bokväxter. Inga underarter finns listade.